# Tricolia tristis
Tricolia tristis is een slakkensoort uit de familie van de Phasianellidae. De wetenschappelijke naam van de soort is voor het eerst geldig gepubliceerd in 1903 door Pilsbry.